# Loadmaster

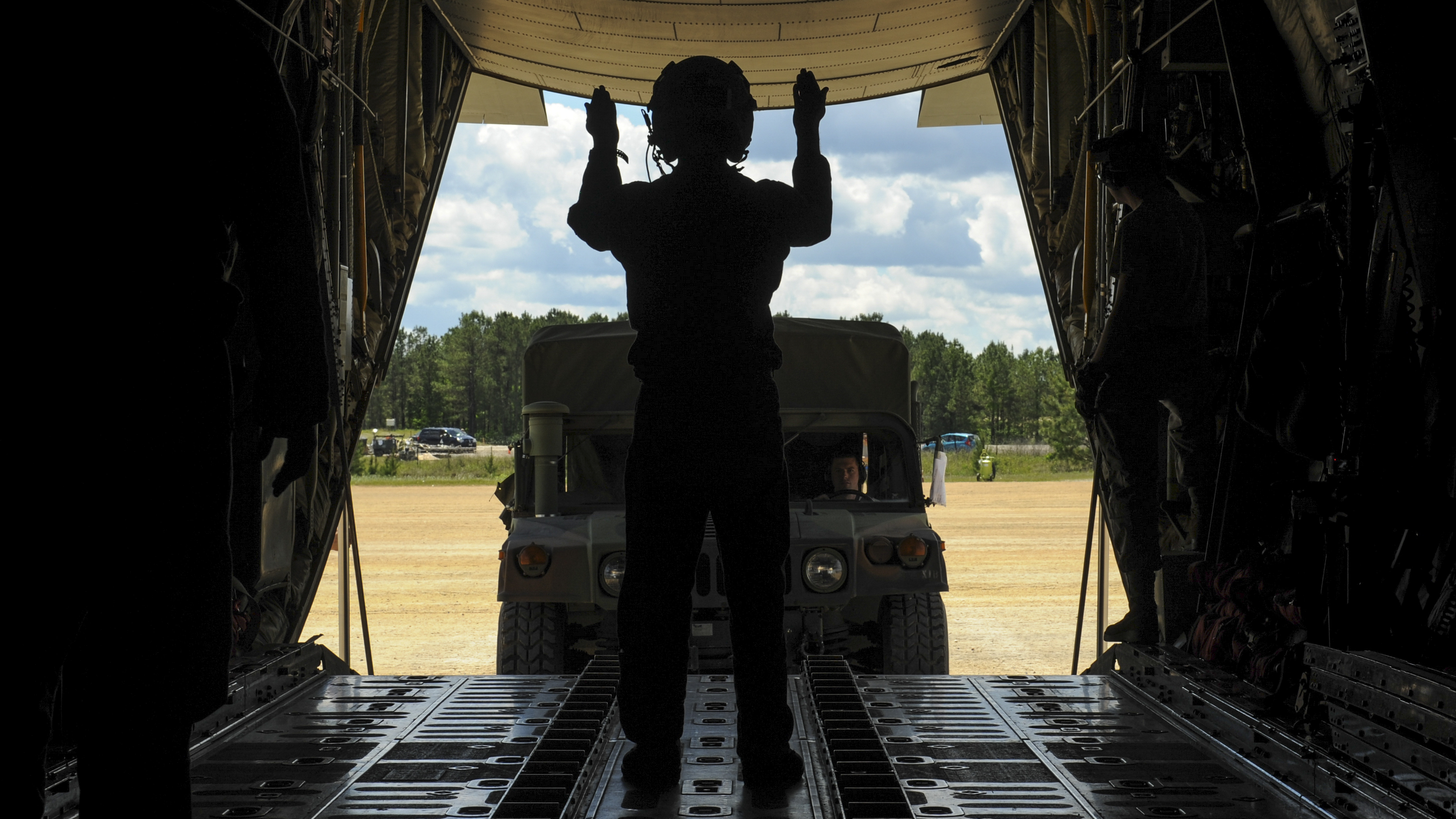
Militar acenando para caminhão vir num aviões de transporte

Um mestre de carga ou operador de carga - frequentemente referido pelo termo inglês loadmaster - é um membro de uma tripulação civil ou militar de uma aeronave de transporte aéreo cuja função é a de gerir o carregamento, transporte e descarga de mercadorias aéreas.